# Thore Hammer-Hansen
Thore Hammer-Hansen (* 13. November 1999 in Köln) ist ein dänischer Jockey. 2024 gewann er das Deutsche Derby.

## Kindheit und Ausbildung
Hammer-Hansen wuchs in Köln auf, wo sein Vater Lennart Hammer-Hansen als Jockey und später Trainer im Galoppsport tätig war. Thore Hammer-Hansen absolvierte seine Ausbildung zum Rennreiter nach einem Praktikum bei Andre Fabre ab 2017 in England bei Richard Hannon. Sein erstes Rennen in Deutschland machte er in November 2016 auf der Galopprennbahn in Dortmund. Im März des Folgejahres gewann er auf der Krefelder Galopprennbahn sein erstes Rennen. Er ist ab November 2023 als Privatjockey für den Besitzer Eckhard Sauren tätig.

## Erfolge
Hammer-Hansen hat inzwischen über 150 Siege in Deutschland und 124 im Vereinigten Königreich erritten. Sein größter Erfolg ist der Sieg im Deutschen Derby 2024 auf der Galopprennbahn Hamburg-Horn auf dem vom Henk Grewe trainierten Palladium. Außerdem gewann er auf Assistent den Großer Preis von Bayern und mit  insgesamt 74 Siegen das Deutsche Jockey-Championat.